# 1617

## Esdeveniments

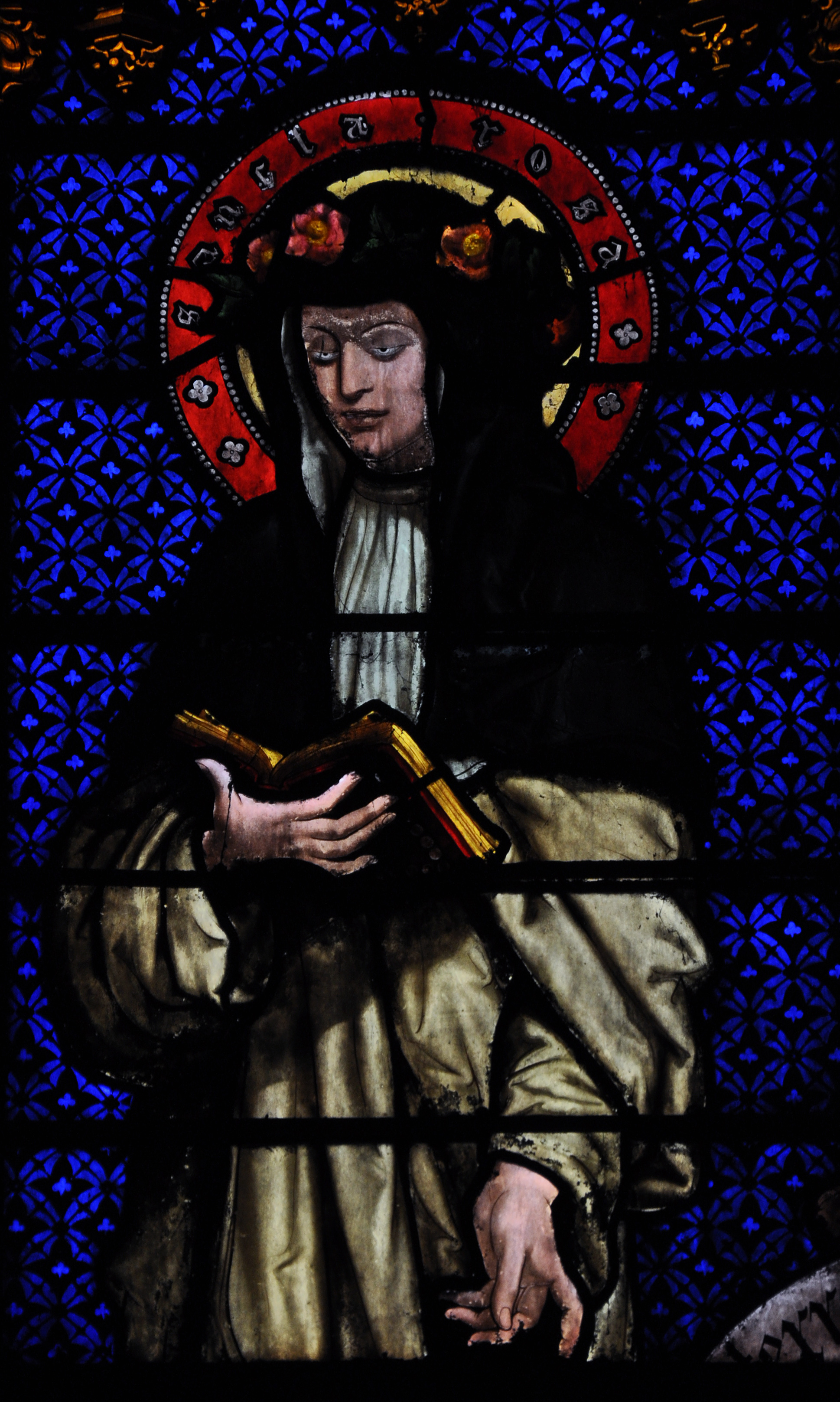
Rosa de Santa Maria a Metz

- 30 d'agost: mentre es vetllaven les restes de la monja Rosa de Santa Maria a la catedral de Lima, morta sis dies abans a l'edat de 31 anys, els guàrdies del virrei van haver d'aturar els devots de la difunta per endur-se trossos de la mortalla com a relíquia, mentre l'aclamaven com a santa. Malgrat les precaucions, van haver-li de canviar els hàbits en tres ocasions, i algun irreverent li va tallar un dit del peu. El papa Climent X la va canonitzar el 1671, i així fou la primera santa d'Amèrica, patrona de Lima i el Perú, el Nou Món i les Filipines.[1]
- Primers dies de novembre: Un episodi d'aiguats i inundacions té efectes catastròfics al Baix Llobregat (i menys greus en altres llocs, fins a Perpinyà, Saragossa o València).[2] A Martorell el nivell del Llobregat arriba a 15,6 metres, prou com per cobrir els accessos al pont del Diable.[2]

## Necrològiques
Països Catalans
- Miquel d'Aimeric i de Codina, President de la Generalitat de Catalunya.

Resta del món
- 21 de març - Gravesend, Kent, Anglaterra: Pocahontas, princesa nativa americana.[3]
- 4 d'abril - Edimburg (Escòcia): John Napier, matemàtic i empresari escocès (n. 1550).[4]
- 8 d'agost - Mòdena: Tarquinia Molza, compositora, cantant, poeta, filòsofa i virtuosa italiana, implicada en el Concerto delle donne (n. 1542).[5]
- 24 d'agost - Lima (Perú): Rosa de Lima, religiosa peruana canonitzada per l'Església catòlica (n. 1586).[6]